# Вежхєдліна
Вежхєдліна (пол. Wierzchjedlina) — село в Польщі, у гміні Сокулка Сокульського повіту Підляського воєводства.
Населення — 103 особи (2011).
У 1975-1998 роках село належало до Білостоцького воєводства.

## Демографія
Демографічна структура станом на 31 березня 2011 року:
|          | Загалом | Допрацездатний вік | Працездатний вік | Постпрацездатний вік |
| -------- | ------- | ------------------ | ---------------- | -------------------- |
| Чоловіки | 57      | 8                  | 40               | 9                    |
| Жінки    | 46      | 7                  | 24               | 15                   |
| Разом    | 103     | 15                 | 64               | 24                   |